# لوس نورد
لوس (بالفرنسية: Loos) هي إحدى بلديات محافظة نور في شمال فرنسا. تقع في مدينة ليل الأوروبية، وهي إحدى ضواحي مدينة ليل، وتحدها من جانبها الجنوبي الغربي. في عام 2018، بلغ عدد سكان لوس 22.426 نسمة. وتبلغ مساحة أراضي البلدية 6.95 كم2 (2.68 ميل مربع).
تم إدراج قاعة بلدية لوس، مع جرسها الكبير، على قائمة اليونسكو للتراث العالمي في عام 2005 اعترافا بأهميتها التاريخية لسلطة البلدية في أوروبا.

## توأمة المدينة
لوس توأمة لغيسكيه، ألمانيا .

## روابط خارجية
- الموقع الرسمي باللغة الفرنسية